# Head (azienda)

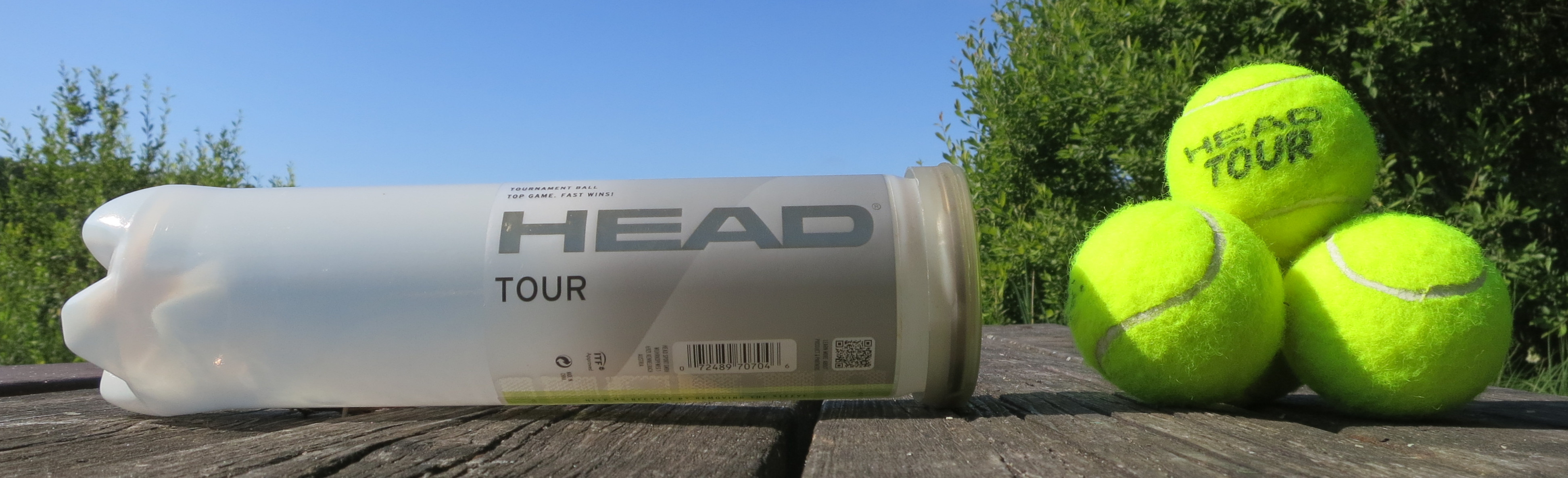
Palline da tennis di Head

Head è una azienda produttrice di accessori sportivi per il tennis, il padel, lo squash, lo sci e per il nuoto.

## Storia
L'azienda venne fondata nel 1950 a Baltimora come azienda produttrice di sci dall'ingegnere aeronautico Howard Head che, perplesso rispetto all'utilizzo del legno in un'epoca che aveva già sviluppato materiali molto più avanzati, volle utilizzare l'alluminio basandosi sulla sua esperienza alla Glenn L. Martin Company. Dopo un periodo caratterizzato da frequenti rotture, la tecnologia fu messa a punto e iniziò la produzione di attrezzi che resero la conduzione e la curvatura molto più facile che in precedenza. Negli anni '60, la Head aveva affermato il proprio metodo come standard di produzione e deteneva oltre il 50% del mercato statunitense.
Dopo lo sci, Howard Head, che nel frattempo aveva lasciato la guida dell'azienda ad Harold Seigle, volse la propria attenzione al tennis per cercare di rimpiazzare il legno nelle racchette esattamente come aveva già fatto nello sci. Tuttavia, non soddisfatto dei risultati (nonostante questi fossero stati più che lusinghieri con l'ingresso nel Grande Slam nel 1969 e la vittoria di Arthur Ashe a Wimbledon nel 1975), cedette le quote societarie alla American Machine and Foundry (AMF). Sotto la gestione della multinazionale furono acquisite la Mares e il produttore di attacchi da sci Tyrolia. Nel 1985 AMF fu acquisita dalla Minstar Inc. con un'offerta ostile ma nel 1989 il management riuscì a comprare l'azienda che nel frattempo aveva aperto un nuovo stabilimento di racchette da tennis in Austria dopo quello in Colorado. Nel 1993, infine, la Head fu acquistata dalla Austriaca Tabak che ne detiene tutt'oggi il controllo, presieduta da Johan Eliasch e con sede ad Amsterdam e a Kennelbach. È quotata alla borsa di Vienna.
Circa il 30% dei giocatori Top 100 di tennis sul circuito ATP utilizza racchette da tennis Head, tra cui spiccano Jannik Sinner, Novak Djokovic, Alexander Zverev, Lorenzo Musetti, Flavio Cobolli e Matteo Berrettini. I principali concorrenti sono Babolat, Dunlop, Wilson, Prince, Volkl, Fischer, Slazenger, Tecnifibre e Yonex.
Head fa parte del gruppo HTM assieme a Tyrolia e Mares, famoso marchio italiano per le attrezzature di immersione subacquea.